# 郑申侠
郑申侠（1942年—），河北泊镇人。中国人民解放军上将。
1958年，参加中国人民解放军，历任飞行员，中队长，大队长，航空兵团长，师长。1989年，任中国人民解放军第7军参谋长、军长。1994年，任空军指挥学院院长。1996年，任沈阳军区副司令兼军区空军司令员。1999年，任空军参谋长。2003年，任军事科学院院长，次年授上将军衔。2007年9月退役。